# Č
Č je 4. slovo hrvatske abecede.

## Računarstvo
| Znak | Standard, odnosno kodna stranica | Standard, odnosno kodna stranica | Standard, odnosno kodna stranica | Standard, odnosno kodna stranica | Standard, odnosno kodna stranica |
| ---- | -------------------------------- | -------------------------------- | -------------------------------- | -------------------------------- | -------------------------------- |
|      | YUSCII                           | CP852                            | CP1250                           | ISO 8859-2                       | Unicode                          |
| Č    | 94                               | 172                              | 200                              | 200                              | U+010C                           |
| č    | 126                              | 159                              | 232                              | 232                              | U+010D                           |

## U hrvatskome jeziku
Označava bezvučni postalveolarni afrikatni suglasnik. U abecedu ga je uveo Ljudevit Gaj iz češkog, a njime se koristi i u abecedama slovenskog, slovačkog, litavskog, latvijskog, srpskog i bošnjačkog.
Mnogi izvorni govornici hrvatskog (osobito u kajkavskom i u urbanim sredinama) ne razlikuju alveopalatalno /č/ i palatalno /ć/ i moraju korištenje tih glasova svjesno naučiti. Zbog toga značajan dio hrvatskih pravopisnih priručnika zauzimaju napomene o korištenju tih dvaju glasova.

### Pravila
1. dolazi u riječima u kojima njegov postanak nije vidljiv:
bačva, bič, račun, čaša, točka, večer, vrč, pčela, ključ, dapače, drač, hlače, lopoč, Beč…
2. u oblicima i izvedenicama prema osnovnom k ili c:
jak 	 jači; zec 	 zeče, zečji; stric 	 stričev
Iznimke: liješće, triješće, plješćem, pritišćem, stišćem
3. u sufiksima:	
-ač 	 igrač
-ača 	 jabukovača
-čica 	 grančica
-čina 	 cjevčina
-čić 	 kamenčić
-če 	 pastirče (samo za živo)
-ič 	 vodič, branič, gonič (danas neplodan sufiks)
-ičar 	 antologičar
-ički 	 tehnički
4. u slovenskim, ruskim, bugarskim, češkim i slovačkim prezimenima 
Oton Župančič, Lav Nikolajevič Tolstoj, Miletič, Belič, Palkovič
5. u anglizmima i talijanizmima
čizburger, kapučino